# Parhippolyte cavernicola
Parhippolyte cavernicola is een garnalensoort uit de familie van de Barbouriidae. De wetenschappelijke naam van de soort is voor het eerst geldig gepubliceerd in 1996 door Wicksten.